# Francisque Enjolras
Francisque Enjolras est un homme politique français né le 30 mai 1854 au Puy-en-Velay (Haute-Loire) et décédé le 17 avril 1935 à Vals (Haute-Loire)
Négociant au Puy-en-Velay, il est président de la Chambre de commerce, président de la caisse régionale du crédit mutuel agricole et conseiller général. Il est sénateur de la Haute-Loire de 1920 à 1932. Il siège au groupe de l'Union républicaine.

## Sources
- « Francisque Enjolras », dans le Dictionnaire des parlementaires français (1889-1940), sous la direction de Jean Jolly, PUF, 1960 [détail de l’édition]